# Jan Nohavica
Jan Nohavica (21. ledna 1956 Vsetín – 20. září 1997) byl český evangelický farář.
Vystudoval Evangelickou teologickou fakultu a 7. listopadu 1982 byl ordinován jako kazatel Českobratrské církve evangelické. V letech 1980 až 1982 působil jako seniorátní vikář Moravskoslezského seniorátu v Olomouci, poté jako vikář v Hodslavicích. V letech 1988 až 1997 působil jako farář v Olomouci.

## Dílo
- Cestou víry s Jakubem, 1993
- Na začátku, 1996
- Desatero, 1997
- Evangelický katechismus pro dospělé, 1997
- Víra chodí po vodě, 1999 – sbírka kázání z let 1996 až 1997